# 二月田站
二月田站（日语：／ Nigatsuden eki */?）是一座位於鹿兒島縣指宿市的九州旅客鐵道（JR九州）指宿枕崎線的鐵路車站。

## 車站構造
- 一個1面1線側式月台，不可以列車交會。
- 業務委託站。
- 地面車站。

## 利用狀況
- 在2007年，平均1日的乘車人數為446人。

| 乘車人數變化 | 乘車人數變化 |
| 年度         | 1日平均人數  |
| ------------ | ------------ |
| 2003         | 591          |
| 2004         | 556          |
| 2005         | 513          |
| 2006         | 496          |
| 2007         | 446          |

## 歷史
- 1934年（昭和9年）12月19日：車站啟用。
- 1944年（昭和19年）4月1日：設置站員。
- 1987年（昭和62年）4月1日：因國鐵分割民營化，本站成為九州旅客鐵道的車站。

## 車站周邊
- 指宿市政廳
- 指宿市立柳田小學
- 指宿簡單裁判所
- 十町郵局
- 鹿兒島縣立指宿高等學校
- 魚見岳
- 田良岬
- 二月田溫泉
- 知林島
- 國道226號

## 相鄰車站
九州旅客鐵道
指宿枕崎線
■快速「菜之花」
薩摩今和泉－二月田－指宿
■普通
宮濱－二月田－指宿

## 相關項目
- 日本鐵路車站列表

## 外部連結
- 二月田車站（页面存档备份，存于）（日語）